# Rắn sọc khoanh
Rắn sọc khoanh (Danh pháp khoa học: Orthriophis taeniurus callicyanous), tên khoa học là Orthriophis moellendorffi hay còn gọi với tên tiếng Anh là: Vietnamese Blue Beauty/Blue Beauty Snake, là một phân loài của loài rắn (Orthriophis taeniurus/Beauty rat snake) thuộc họ rắn nước, là loài bản địa ở Việt Nam đồng thời có phân bố ở Lào và Campuchia. Tại Việt Nam, chúng được người dân Tuyên Quang xem như là rắn thần và tôn sùng thờ cúng. Tại một số địa phương, "rắn thần" còn trở thành một đặc sản bổ dưỡng có hương vị đậm đà. Do bị săn bắt và mất môi trường sống, số lượng của chúng đã suy giảm mạnh trong tự nhiên

## Đặc điểm
Chúng sinh sống tại nhiều địa phương trải dài từ miền núi phía Bắc cho đến khu vực Bắc Trung Bộ. Do có hoa văn giống trăn nên chúng còn được gọi bằng nhiều tên khác như trăn lèn, trăn đá, trăn lạt, tùy theo từng địa phương. Chúng thực sự là một loài rắn không có nọc độc và rất hiền lành đối với con người, rắn này có đầu, đuôi và sống lưng màu đỏ và loài rắn có thân hình trong suốt, nhìn rõ xương sống nhưng không phải là loài trăn đá đúng là có đầu, đuôi đỏ, chuyên ăn chuột, nhưng loài rắn đầu đỏ ở đây lại không ăn chuột bao giờ và có nhiều điểm khác biệt hoàn toàn với trăn đá, đặc biệt là cái mõm không giống nhau.
Từng có ghi nhận có một con rắn to bằng bắp tay, nặng cỡ 5 kg, đầu và đuôi đỏ chót phơi nắng ở bãi đá ngay trước đền, thậm chí trẻ con còn sờ vào đuôi rắn mà nó không có phản ứng gì, đây chỉ là loài rắn bình thường, không độc, không phải thánh thần gì, rồi người đời lại thổi phồng lên, tuyên truyền mê tín dị đoan. Loài rắn này không chỉ xuất hiện trên núi, phơi nắng trên các mỏm đá, mà còn thường xuyên bò vào trong đền, quấn trên xà nhà. Chúng rất hiền lành, chưa tấn công ai. Chúng cứ ở trong đền, mặc người vào ra, cúng bái, hành lễ. Nhiều khi, chúng ở trong đền vài tiếng, rồi mới lại thong thả bò vào núi và trốn vào hang sâu.

## Lời đồn
Ngươi dân xã Tràng Đà, thành phố Tuyên Quang đã phong một loài rắn lạ thường xuyên xuất hiện tại địa phương là "rắn thần". Đó là một loài rắn có đầu và đuôi đỏ chót, hay xuất hiện quanh đền Cấm thuộc xóm 16, xã Tràng Đà. Người dân cho rằng đây là một ngôi đền rất thiêng, và những con rắn đỏ, còn gọi là "ngựa ngài", chính là phương tiện đi lại của các bậc thần linh ở nơi đây. Xung quanh những con rắn này đã xuất hiện nhiều câu chuyện mang đậm màu sắc huyền bí, kì dị, khiến chẳng ai dám "mạo phạm" vào loài "rắn thần" Trên phương diện bảo tồn, việc "thần thánh hóa" rắn sọc khoanh là điều tích cực, vì nó bảo vệ cho loài rắn này không bị con người xâm hại.
Tượng rắn ở hòn nòn bộ ngay trước đền với con rắn khổng lồ, thân to bằng cái phích, bành mang với vẩy tua tủa sau đầu, mắt mở thao láo nhìn xuống phía chân núi. Con rắn bằng bê tông ấy được đắp giống hệt rắn thật, chui từ trong hõm núi ra, thân quấn quanh mấy khối đá, rồi dựng đầu lên. Nhiều người nhìn thấy "ông rắn" ấy, thì chắp tay, khom người, cúi đầu vái lia lịa, để cầu khẩn rồi khói hương nghi ngút dưới chân rắn. Còn rất nhiều những lời đồn rợn người liên quan đến loài rắn ở núi Cấm này. Lời đồn kinh dị nhất là cái chết của người đã tóm được con rắn lạ có đầu đỏ, đuôi đỏ ở núi Cấm.
Có người nhìn thấy một "ông rắn" khổng lồ, thân to bằng bắp tay, dài loằng ngoằng. Nửa thân của "ông rắn" vẫn còn ẩn trong hốc đá. Nửa thân còn lại quấn quanh một mỏm đá, cái đầu kê lên một mỏm đá, đôi mắt mở thao láo nhìn mọi người đang quét dọn lá khô, "ông rắn" rất lạ, có cái đầu màu đỏ thẫm, một vệt đỏ chạy dọc sống lưng. Trên đầu "ông rắn" dựng lên những cái vẩy nhìn rất dữ dằn. Phía chóp đầu, trên mũi, rõ rành rành cái mào đỏ tươi như mào gà. Chuyện "ngài" xuất hiện ở đền Cấm, nhiều người được chứng kiến trực tiếp. Hình dạng chung của "ngài" là có màu đỏ ở đầu, đuôi và chạy dọc sống lưng, có lúc "ngài" biến hình nhỏ bằng ngón tay, có lúc bằng bắp chân, khi thì to bằng thân cây chuối. Vị trí xuất hiện của "ngài" thường không cố định, ở khắp núi Cấm. Tuy nhiên, địa điểm hay bắt gặp "ngài" nhất thường là quanh khu đền Cấm.